# بيتر يو
بيتر يو (بالإنجليزية: Peter Yeo)‏ هو لاعب كرة قدم أسترالية ولاعب كرة قدم أسترالي، ولد في 22 مايو 1947. لعب مع نادي ملبورن لكرة القدم.

## وصلات خارجية
- بيتر يو على موقع AustralianFootball.com (الإنجليزية)
- بيتر يو على موقع AFLtables.com (الإنجليزية)